# Fontenay-sur-Eure

Fontenay-sur-Eure este o comună în departamentul Eure-et-Loir, Franța. În 1 ianuarie 2022 avea o populație de 1.180 de locuitori.